# Flavy-le-Martel
Flavy-le-Martel település Franciaországban, Aisne megyében. Lakosainak száma 1698 fő (2022. január 1.). Flavy-le-Martel Annois, Frières-Faillouël, Jussy, La Neuville-en-Beine, Saint-Simon és Villequier-Aumont községekkel határos.

## Népesség
A település népességének változása:
| Lakosok száma | 1543 | 1504 | 1563 | 1578 | 1642 | 1676 | 1687 | 1669 | 1660 | 1698 |
|               | 1968 | 1982 | 1990 | 2006 | 2013 | 2015 | 2017 | 2019 | 2020 | 2022 |